# La Rinconada, Bella Vista
La Rinconada är en ort i Mexiko.   Den ligger i kommunen Bella Vista och delstaten Chiapas, i den sydöstra delen av landet, 800 km sydost om huvudstaden Mexico City. La Rinconada ligger 1 548 meter över havet och antalet invånare är 1 078.
Terrängen runt La Rinconada är huvudsakligen bergig, men åt sydost är den kuperad. Terrängen runt La Rinconada sluttar norrut. Runt La Rinconada är det ganska tätbefolkat, med 78 invånare per kvadratkilometer. Närmaste större samhälle är El Porvenir de Velasco Suárez, 15,2 km söder om La Rinconada. Omgivningarna runt La Rinconada är en mosaik av jordbruksmark och naturlig växtlighet.